# Tetragnatha cognata
Tetragnatha cognata este o specie de păianjeni din genul Tetragnatha, familia Tetragnathidae, descrisă de O. P.-cambridge, 1889. Conform Catalogue of Life specia Tetragnatha cognata nu are subspecii cunoscute.